# Maaouia
Maaouia (em árabe: معاوية) é uma comuna localizada na província de Sétif, Argélia. Sua população estimada em 2008 era de 7 005 habitantes.